# Аникеевка (Хлевенский район)
Анике́евка — деревня в Хлевенском районе Липецкой области, входит в состав Дмитряшевского сельсовета. 

## География
Деревня находится на автомобильном шоссе Хлевное — Тербуны.

### Часовой пояс
Деревня Аникеевка, как и вся Липецкая область, находится в часовой зоне МСК (московское время). Смещение применяемого времени относительно UTC составляет +3:00.

## Население
| 2009 | 2010 |
| ---- | ---- |
| 32   | ↗39  |

## Улицы
В деревне имеется одна улица — Аникеевская.